# Vatětice
Vatětice jsou malá vesnice, část města Hartmanice v okrese Klatovy v Plzeňském kraji. Nachází se asi 2,5 kilometru východně od Hartmanic. Vatětice jsou také název katastrálního území o rozloze 1,48 km². Vatětice z menší části leží též v katastrálním území Štěpanice.

## Historie
První písemná zmínka o vesnici pochází z roku 1542.

## Obyvatelstvo
| Rok            | 1869 | 1880 | 1890 | 1900 | 1910 | 1921 | 1930 | 1950 | 1961 | 1970 | 1980 | 1991 | 2001 | 2011 | 2021 |
| -------------- | ---- | ---- | ---- | ---- | ---- | ---- | ---- | ---- | ---- | ---- | ---- | ---- | ---- | ---- | ---- |
| Počet obyvatel | 140  | 109  | 84   | 91   | 97   | 96   | 82   | 66   | 37   | 17   | 13   | 14   | 5    | 0    | 2    |
| Počet domů     | 12   | 12   | 12   | 13   | 9    | 9    | 11   | 8    | 8    | 4    | 5    | 7    | 7    | 7    | 7    |

## Obecní správa

### Územní příslušnost
- od roku 1850 patřila obec Vatětice do okresu Sušice[7]
- od 1. ledna 1950 patřila obec Vatětice k matričnímu úřadu Místního národního výboru v Dlouhé Vsi[8]
- k 1. červenci 1952 patřila obec Vatětice do Plzeňského kraje, okres Sušice.

Obec Vatětice měla tyto části:  
1. Bystrá / dříve Wunderbach[9]
2. Nové Městečko
3. Rajsko
4. Vatětice
5. Velký Radkov[10]

- k 1. červenci 1960 byla obec Vatětice, resp. její části připojeny k následujícím obcím:

1. Bystrá / osada zanikla / připojena k obci Rejštejn
2. Nové Městečko připojeno k obci Dlouhá Ves
3. Rajsko připojeno k obci Dlouhá Ves
4. Vatětice připojeny k obci Hartmanice
5. Velký Radkov připojen k obci Rejštejn[11]

## Pamětihodnosti
- Kaple Panny Marie Bolestné, pozoruhodná dobová rekonstrukce celého objektu

Ve vsi a jejím okolí roste řada památných stromů a stromořadí:
- Lípa ve Vatětické aleji (č. 102473), na rozcestí uprostřed Vatětic
- Vatětický klen (č. 102472 dle databáze AOPK[12]), při silnici do Palvinova, u krajního stavení na sz. konci vesnice
- Vatětický jasan (č. 102470), při silnici do Palvinova, asi ve třetině cesty mezi oběma vesnicemi
- Vatěticko-mouřenecká alej (č. 104865), na okraji lesa asi 400 m východně od Vatětic
- Skupina dubů ve Sloním údolí (č. 102396), na levém břehu Radešovského potoka jihovýchodně od vesnice
- Strom s názvem Vatětická lípa (č. 102471) roste v sousední vsi Palvinov